# Løkjelsvatnet
Løkjelsvatnet o Lykilsvatnet es un lago del municipio de Etne en la provincia de Hordaland, Noruega. Se ubica 10 km al este de Etnesjøen. Es utilizado como reservorio para la hidroeléctrica Hardeland cuyo operador es Haugaland Kraft.
El lago tiene gran abundancia de truchas y la pesca es administrada por la Asociación Noruega de Turismo de Montaña.

Un grupo de renos domesticados fue introducido en el lago en 1990.